# Beata Kollmats
Beata Kollmats, född 6 juli 1992, är en svensk fotbollsspelare som spelar för svenska Djurgårdens IF. Hon har tidigare spelat för italienska AS Roma.

## Karriär
Kollmats gick till Kopparbergs/Göteborg FC inför säsongen 2011. Hon spelade tio säsonger för klubben innan Kopparbergs/Göteborg bytte namn till BK Häcken inför säsongen 2021. Hon kunde på grund av korsbandsskada dock inte medverka i damallsvenskan under Göteborgs guldsäsong 2020. Efter säsongen 2021 lämnade Kollmats klubben.
I januari 2022 värvades Kollmats av italienska Roma, där hon skrev på ett 1,5-årskontrakt.
Hon vann Göteborgs-Tidningens pris Kristallkulan 2019.
Den tidigare riksdagsledamoten Lennart Kollmats är hennes farfars bror.